# Pelargonium althaeoides
Pelargonium althaeoides är en näveväxtart som först beskrevs av Carl von Linné, och fick sitt nu gällande namn av L'hér.. Pelargonium althaeoides ingår i släktet pelargoner, och familjen näveväxter. Inga underarter finns listade i Catalogue of Life.